# بارك سونغ-باي
بارك سونغ-باي (هانغل: 박성배) هو لاعب كرة قدم كوري جنوبي في مركز الهجوم، ولد في 28 نوفمبر 1975 في تشنغتشونغ الشمالية في كوريا الجنوبية. شارك مع منتخب كوريا الجنوبية لكرة القدم. أما مع النوادي، فقد لعب مع جونبك هيونداي موتورز وسوون سامسونغ بلووينغز ونادي بوسان أي بارك ونادي سول.

## وصلات خارجية
- بارك سونغ-باي على موقع دوري كوريا الجنوبية (الإنجليزية)
- بارك سونغ-باي على موقع قاعدة بيانات كرة القدم.إي يو (الإنجليزية)
- بارك سونغ-باي على موقع ناشيونال فوتبول تيمز (الإنجليزية)
- بارك سونغ-باي على موقع Soccerway.com (الإنجليزية)